# Shoppster
Shoppster је регионална е-трговинска компанија која послује из Београда у оквиру Јунајтед групе и пружа куповину производа преко интернета или телефоном.

## Историја
Покренута је 23. јула 2020. године у Србији, на веб адреси https://www.shoppster.rs након што је Јунајтед група аквизирала интернет продавницу Тако лако шоп компаније Нелт. Од јесени исте године, доступна је и у Словенији на веб адреси https://www.shoppster.si након припајања тамошње интернет платформе Идео.
28. септембра 2020. je за гледаоце и купце у Србији почео са радом кабловски ТВ канал Shoppster TV. Производе који се могу купити путем веб-сајта или наручити телефоном на овом каналу представљају позната ТВ лица Ирена Стојановић, Катарина Стојковић, Милош Максимовић, Никола Слијепчевић и Милош Кузмановић - Брка, глумица Мина Николић, новинарка Нела Бунчић и ИТ новинар Душан Србљак (Дуле AXE). У прошлости су производе презентовали и: Сања Радан, Наташа Павловић, глумица Лена Богдановић, јутјубери Дарио Kесеги и Гордана Дринић (Стубери) и гејмери Милош Шаиновић, Алекса Љуба Шурлан, Миња Кефер и Марко Степановић, водитељ емисије Ментално разгибавање на Новој.
Shoppster нуди преко 3.500 брендова и преко 180.000 производа, али и своје производе међу којима се издваја линија Практична жена, коју рекламира Наташа Павловић, водитељка емисије Практична жена.